# César Arzo
César Arzo Amposta ([ˈθesaɾ ˈarθo]; Vila-real, 21 gennaio 1986) è un ex calciatore spagnolo, di ruolo difensore o centrocampista.

## Caratteristiche tecniche
Difensore centrale, può essere schierato anche come interno di centrocampo.

## Palmarès

### Club

#### Competizioni nazionali
- Supercoppa del Kazakistan: 2

Qaýrat: 2016, 2017